# María Pérez
Artikeln följer den spanska namnseden; faderns efternamn är Pérez och moderns efternamn García.
María Pérez García, född 29 april 1996 i Orce, är en spansk idrottare som tävlar i gång.
Pérez vann vid Europamästerskapen 2018 över 20 km och vid Världsmästerskapen 2023 över 20 och 35 km. Hon rankades 48 veckor som världbäst över 35 km samt 6 veckor över 20 km. Pérez deltog vid olympiska sommarspelen 2020 över 20 km och kom på fjärde platsen.
Vid OS 2024 tog hon silver på 20 kilometer gång.